# Josef Nehasil
Josef Nehasil (28. března 1900 – ) byl český meziválečný fotbalista, útočník.

## Fotbalová kariéra
V československé lize hrál v letech 1925-1926 za SK Libeň a Nuselský SK. Nastoupil ve 18 ligových utkáních a dal 12 gólů.

## Ligová bilance
| Ročník                                       | Zápasy | Góly | Klub        |
| -------------------------------------------- | ------ | ---- | ----------- |
| Asociační liga 1925                          | 5      | 3    | SK Libeň    |
| Středočeská 1. liga 1925/1926                | 7      | 5    | SK Libeň    |
| Kvalifikační soutěž Středočeské 1. ligy 1927 | 6      | 4    | Nuselský SK |
| CELKEM                                       | 18     | 12   |             |